# Saetigerocreagris phyllisae
Saetigerocreagris phyllisae är en spindeldjursart som först beskrevs av Chamberlin 1930.  Saetigerocreagris phyllisae ingår i släktet Saetigerocreagris och familjen helplåtklokrypare. Inga underarter finns listade i Catalogue of Life.